# Die Träume einer Frau
Die Träume einer Frau (Originaltitel Lady in the Dark) ist eine US-amerikanische Musicalverfilmung von Mitchell Leisen aus dem Jahr 1944, dessen Drehbuch auf einer Geschichte von Moss Hart beruht. Die Hauptrollen sind neben Ginger Rogers und Ray Milland mit Warner Baxter, Jon Hall und Mischa Auer besetzt.
Das Drehbuch basiert auf Moss Harts Buch für das Musical Lady in the Dark, Musik von Kurt Weill, Text von Ira Gershwin, veröffentlicht in New York am 23. Januar 1941. Der Film erhielt drei Oscarnominierungen.

## Handlung
Liza Elliott führt als Chefredakteurin des Mode-Magazins „Allure“ ein strenges Regiment. Obwohl sie häufig unter Kopfschmerzen leidet, folgt sie dem Rat ihrer Ärztin nicht, es einmal mit einer Psychoanalyse zu versuchen. Den Trost, den sie in ihrer Arbeit sucht, kann sie jedoch nicht finden, da ihr Werbemanager Charley Johnson mit seiner spöttischen Art ständig ihre Autorität in Frage stellt. Lizas fest gebundener Freund Kendall Nesbitt, der Herausgeber von „Allure“, glaubt, dass Lizas Zustand auch etwas damit zu tun hat, dass er nicht soviel Zeit für sie aufbringen kann, wie sie es sich wünscht. Letztlich entschließt sich Liza dann doch, eine Therapie bei Dr. Alexander Brooks zu beginnen.
Während ihrer ersten Sitzung erinnert sich Liza daran, dass sie in ihrem letzten Traum ein Kleid in der Farbe Blau trug, was sie irritierend findet, da sie die Farbe Blau nicht mag. Liza verstrickt sich weiter in ihren Traum und sieht, wie Charley ein Porträt von ihr für eine 2-Cent-Münze malen soll. Das gemalte Bild entpuppt sich als Karikatur, die Liza zur Lachnummer werden lässt. Brooks vermutet, dass Liza zwar sehr kontrolliert, im Grunde aber sehr empfindsam ist, und seit Kindertagen den heimlich Wunsch hegt, andere mit ihrer Art zu bezaubern. Als der gut aussehende Hollywoodstar Randy Curtis sich dem Fotografen Russell Paxton später am Tag für Modelaufnahmen zur Verfügung stellt, löst das bei Liza ungeahnte Reaktionen aus. In dieser Nacht träumt sie nämlich davon, dass sie kurz vor ihrer Hochzeit mit Nesbitt steht und sich in Randy verliebt. Nachdem sie Brooks ihren Traum erzählt hat, meint er, wahrscheinlich sei Kendall eine Vaterfigur für sie und ihr wahres Ich sei noch auf der Suche. Liza ist über diese Aussage so erbost, dass sie alle weiteren Sitzungen bei Brooks absagt.
Am nächsten Tag muss sich Liza mit Charleys Kündigung befassen, der als Redakteur zu einer anderen Zeitung gehen will. Obwohl Liza ihm eine Gehaltserhöhung anbietet, lehnt Charley ab, da er weiß, dass sie nicht von ihrer Position zurücktreten wird, was für ihn bedeutet, dass er bei „Allure“ nicht weiter aufsteigen kann. Obwohl Kendall inzwischen für Liza frei ist und sie drängt, lehnt sie eine Hochzeit mit ihm ab. Als Randy später andeutet, dass ihm Lizas schlichtes Aussehen gefällt, zieht Liza sich zum Dinner ein üppiges Gewand an. Randy gesteht ihr an diesem Abend seine Liebe, was jedoch von einem leidenschaftlichen Fan von Randy unterbrochen wird, woraufhin Liza wortlos geht.
Durch eine Zeichnung von Charley für das Osterheft der Zeitschrift, die einen Zirkus zeigt, fällt Liza in einen weiteren Traum, in dem sie ein Kind ist und einen Zirkus besucht, in dem Charley der Direktor ist. Ganz plötzlich sieht Liza sich dann als erwachsene Frau, die in einem Käfig gefangen ist, und vor Gericht gestellt wird, ob ihrer Unentschlossenheit. Liza sieht, wie sie sich selbst verteidigt, indem sie die Ballade der Jenny singt, deren Entscheidungen sie immer in die Irre führten. Kurz darauf hört Liza eine Melodie aus ihrer Kindheit My Ship, die sie immer gesummt hat und auch heute noch summt, wenn sie sich Sorgen macht. Als Liza im Traum Trost bei ihrem Vater sucht, reagiert er wütend und fordert sie auf, ihr geschmackloses Kleid auszuziehen.
Am nächsten Tag entschließt sich Liza, Brooks erneut aufzusuchen und er bestätigt ihr, dass die Ursachen ihrer Probleme in ihrer Kindheit zu finden sind. In einem weiteren Traum bittet Lizas Vater sie, „My Ship“ für die Freunde ihrer Mutter zu singen. Liza weiß, dass alle von der Schönheit und Anmut ihrer Mutter verzaubert sind. Liza fühlt sich gedemütigt, da niemand eine Ähnlichkeit zwischen Mutter und Tochter festzustellen vermag und kann das Lied deshalb nicht singen. Kurz darauf stirbt Lizas Mutter. Um ihrem Vater in seiner Trauer beizustehen, zieht Liza das blaue Kleid ihrer Mutter an. Ihr Vater reagiert darauf jedoch mit großer Wut und befiehlt ihr, das Kleid sofort auszuziehen. So nimmt das Zerwürfnis zwischen Liza und ihrem Vater seinen Anfang. Liza konzentriert sich ab diesem Zeitpunkt auf die Schule und wird zum Highschool-Abschlussball von Ben eingeladen, der als der hübscheste Junge der Schule gilt. Ben zeigt jedoch nur vorübergehendes Interesse und das Licht, das er in Liza Leben brachte, erlischt wieder.
Von Brooks erfährt Liza, dass sie sich als Frau ganz zurückgenommen hat, um nicht erneut verletzt zu werden, das sei auch der Grund, warum sie Männer als Vorgesetzte dazu zwinge, sie zu akzeptieren. Brooks meint, dass sie möglicherweise nur mit einem Mann glücklich sein könne, der sie dominiere. Liza, die mit dieser Diagnose neue Erkenntnisse gewonnen hat, lehnt nun Kendalls Heiratsantrag sanft aber bestimmt ab und gibt Randy ihr Jawort. Als Randy sie jedoch bittet, sein neues Produktionsstudio zu leiten, wird Liza klar, dass auch er nicht der Mann ist, mit dem sie glücklich werden kann. Sie bietet Charley daraufhin eine Partnerschaft an mit der Option, ihre Position in absehbarer Zeit ganz aufzugeben. Charley stimmt erfreut zu und beiden wird bald klar, dass es Liebe ist, was sie verbindet.

## Produktion

### Vorgespräche, Produktionsnotizen
The Hollywood Reporter berichtete, dass Paramount Pictures, die bereits Anrechte an dem Stück erworben hatten, im Februar 1941 Columbia Pictures und Warner Bros überboten und sich die vollen Anrechte an dem Stück für 285.000 US-Dollar sicherten. Das war zur damaligen Zeit ein Rekordpreis. 115.000 US-Dollar gingen an den Theaterproduzenten Sam Harris, 85.000 US-Dollar an Moss Hart und je 42.500 US-Dollar an den Komponisten Kurt Weill und den Texter Ira Gershwin. Das Studio lehnte das von Howard Hughes gemachte Angebot, ihm das Stück für 320.000 US-Dollar zu verkaufen, ab. Laut der New York Herald Tribune wurde die Filmszene, in der Mischa Auer das Tschaikowsky-Lied vorträgt, geschnitten, um den Film zu kürzen. Auf der Bühne wurde der Song von Danny Kaye dargeboten.
Die Dreharbeiten fanden im Zeitraum 9. Dezember 1942 bis 20. März 1943 statt, Wiederholungen und weitere Szenen wurden am 23. und 24. März abgedreht.
In einem späteren Interview behauptete Leisen, dass Albert Hackett und Frances Goodrich das Drehbuch komplett neu geschrieben hätten. Außerdem verwies Leisen darauf, dass der Produzent Buddy G. DeSylva darauf bestanden habe, dass Rogers’ Song My Ship (Musik und Text von Kurt Weill und Ira Gershwin), den Liza kurz vor ihrer Abiturfeier in einem Park singt, aus dem Film geschnitten wird.
Für die Kostüme waren Raoul Pene Du Bois, Edith Head und Mitchell Leisen verantwortlich. Im Film sind Modelle von Valentina, Norell, Adrian und Falkenstein zu sehen.
Hans Dreier übernahm die Überwachung bei der Errichtung der Filmbauten. Farciot Edouart fertigte die Kamera-Spezialaufnahmen an. Wally Westmore besorgte das Makeup.
Laut Variety ist der Film mit großem Aufwand in Technicolor produziert worden.

### Besetzungsmodalitäten
Die Filmrechte an Moss Harts Musical Lady in the Dark, in dem Gertrude Lawrence die Rolle der Liza Elliott spielte, waren laut neuerer Quellen ursprünglich im Besitz von Alexander Korda. Dieselben Quellen verwiesen auch darauf, dass Moss Hart bei seinem musikalischen Drama auf persönliche Erfahrungen mit der Psychoanalyse zurückgegriffen habe. Wie einem Artikel in der New York Times zu entnehmen war, forderte die PCA den Regisseur Mitchell Leisen auf, die Beziehung Lizas zu dem verheirateten Kendall so zu ändern, dass sie eher einer Sentimentalität entspringe als einer romantischen Beziehung und bestand weiter darauf, dass der Charakter von Russell Paxton nicht als allzu feminin dargestellt werde.
Macdonald Carey war zunächst besetzt worden, um seine Rolle als Dr. Brooks, die er am Broadway gespielt hatte, im Film zu wiederholen. Er zog sich jedoch von dem Projekt zurück, nachdem er eine Einberufung zum Militär erhalten hatte, ebenso wie der Produzent David Lewis, der bereits eingezogen war. Für die Rolle der Maggie Grant war Marjorie Rambeau im Gespräch. Slavko Vorkapić, ein Spezialist für Spezialeffekte, arbeitete zwar an dem Film mit, lehnte es jedoch ab, im Vorspann namentlich genannt zu werden. Paramount soll mit Fred Astaire verhandelt haben, wieder mit Ginger Rogers zu drehen; da der letzte Auftritt der beiden in einem Film bereits fünf Jahre zurücklag.

### Musik im Film
– Musik und Text von Kurt Weill und Ira Gershwin –
- One Life to Live
- Girl of the Moment
- It Looks Like Liza
- This is New
- The Saga of Jenny, gesungen von Ginger Rogers und Chor
- Artist’s Waltz, Musik und Text: Robert Emmett Dolan
- Suddenly It’s Spring, Musik: Jimmy Van Heusen, Text: Johnny Burke
getanzt von Ginger Rogers und Don Loper
- Dream Lover, Musik: Victor Schertzinger, Text: Clifford Grey

### Veröffentlichung, Kosten
Premiere hatte der Film am 9. Februar 1944 in Hollywood, am 10. Februar 1944 lief er dann in den Kinos der USA an und am 22. Februar 1944 in New York. Im Mai 1944 wurde er in Brasilien veröffentlicht, im Februar 1945 in Mexiko, im April 1945 in Portugal, im Juli 1945 in Argentinien und im Dezember 1945 in Schweden. In der Türkei und in Finnland war er erstmals 1946 zu sehen, in Frankreich 1947, in Dänemark und in Spanien (Madrid) 1948. In Österreich wurde er 1951 veröffentlicht. Weitere Veröffentlichungen erfuhr er in Belgien, Griechenland, Italien und in der Bundesrepublik Deutschland.
Die Kosten des Films beliefen sich auf circa 2.581.567,00 US-Dollar.

## Rezeption

### Kritik
Ein Kritiker der Los Angeles Times stellte fest, dass man den Film als eine glückliche Mischung von Freud und Walt Disney bezeichnen könne. Die schauspielerischen Darbietungen, die Farben und das ungewöhnliche Thema seien zusammengenommen die wahren Stars von Lady in the Dark.
Bosley Crowther von der New York Times sprach von einem grandiosen millionenschweren Schauspiel, das in atemberaubenden Kostümen und brillantem Dekor präsentiert werde und für das Kinogänger sich mehr oder weniger begeistern könnten. Crowther meinte, er könne sich nicht erinnern, je ein so überwältigendes Glitzern und Funkeln auf der Leinwand gesehen zu haben. Nicht nur die malerischen Traumsequenzen seien von fantastischer Eleganz, auch bei den weiteren Bildern könne man vermuten, dass Raoul Pene Du Bois eine Anleihe beim Himmel mit seinen Sternen gemacht habe. Der Kritiker bemängelte, dass das Originaldrehbuch arg beschnitten und Wichtiges ausgelassen worden sei, ebenso wie musikalische Passagen verkürzt worden seien.
Dennis Schwartz von Ozus ‘World Movie Reviews’ meinte, das sei eine aufwändig produzierte Adaption von Moss Harts Broadway-Stück. Schwartz meinte, der Film verfehle sein Ziel, da man ihm mit der neuen Besetzung das Herz herausgerissen habe, was vor allem Paramount-Chef Buddy De Sylva zuzuschreiben sei. Wer beide Versionen gesehen habe, wisse, was er meine.
Die Kritik der United States Conference of Catholic Bishops (USCCB) bestätigte dem Film zwar charmante Produktionsnummern mit guten Songs von Kurt Weill und Ira Gershwin, was jedoch auch nicht wirklich helfe, da es zu viele sexuelle Anspielungen und zweideutige Situationen gebe.
Leonard Maltin von Movie & Video Guide fasste seine Kritik in dem Satz zusammen: „Faszinierend aber letztlich doch eher schwerfällig.“
Der britische Filmkritiker Leslie Halliwell meinte: „Üppige Machart und häufig auch amüsante Fassung des Broadway-Musicals, wobei dem Film allerdings die meisten Songs fehlen. Ungeachtet seiner Mängel ein hervorragendes Beispiel für eine im Studio entstandene Produktion, die eine für die Vierzigerjahre typische romantische Komödie zeigt.“

### Auszeichnungen
Der Film war bei der Oscarverleihung 1945 in drei Kategorien für einen Oscar nominiert:
- a) Ray Rennahan in der Kategorie „Beste Kamera“
- b) Robert Emmett Dolan in der Kategorie „Beste Filmmusik in einem Musikfilm“
- c) Hans Dreier, Raoul Pene Du Bois, Ray Moyer in der Kategorie „Bestes Szenenbild in einem Farbfilm“

### Nachwirkung
Ginger Rogers und Ray Milland wiederholten ihre Rollen in einer Sendung des Lux Radio Theatre vom 29. Januar 1945. In einer zweiten Lux-Adaption, die am 16. Februar 1953 ausgestrahlt wurde, übernahmen Judy Garland und John Lund die Hauptrollen.